# گوشن (ایندیانا)
گوشن، ایندیانا (به انگلیسی: Goshen, Indiana) یک شهر در ایالات متحده آمریکا با جمعیت ۳۱٬۷۱۹ نفر است که در ایندیانا واقع شده‌است.

## موقعیت جغرافیایی
موقعیت جغرافیایی شهرها و مناطق اطراف به شرح زیر است: